# Évolution de l'évolvabilité
Au vu du nombre important d'espèces présentes sur notre planète, provenant toutes d'un même ancêtre commun, il apparaît clairement que les organismes vivants possèdent la capacité d'évoluer face à des variations environnementales, de façon à s'adapter continuellement à leur nouvel environnement.
Cette capacité des organismes à évoluer en réponse à la sélection naturelle est appelée évoluabilité. Les mutations et les recombinaisons génétiques qui créent de la variabilité phénotypique héritable et sélectionnable en sont à l'origine.
L'évoluabilité est un concept majeur de l'évolution, qui permet aux organismes de s'adapter plus facilement et de survivre dans des environnements changeants. Elle permet également la colonisation de nouveaux environnements, et joue un rôle important dans l'apparition rapide de résistances bactériennes aux antibiotiques ou de résistances aux pesticides et fongicides chez certains insectes ou champignons.

## Le concept d'évoluabilité
L'évoluabilité (ou adaptabilité évolutionnaire) se définit comme la capacité d'un organisme à évoluer en réponse à la sélection naturelle. C'est donc plus particulièrement, sa capacité à générer de la variabilité, c'est-à-dire de la variation phénotypique héritable et sélectionnable. Elle est, de ce fait, une composante de l'adaptabilité des organismes. Ainsi, un système biologique est dit évolvable s'il peut acquérir de nouvelles fonctions grâce à des modifications génétiques favorisant sa survie et sa reproduction.
Historiquement, elle a d'abord été mentionnée par de nombreux évolutionnistes et de nombreuses définitions se sont succédé. La notion d'évoluabilité reste aujourd'hui encore très discutée par les scientifiques. En effet, sa définition varie selon le secteur d'étude. Malgré les variantes possibles, il y a bien un consensus sur le fait qu'elle représente la capacité à évoluer en réponse à la sélection naturelle.
On peut définir l'évoluabilité à plusieurs échelles, cependant nous avons choisis d'étudier, dans cet article, l'évoluabilité au niveau de la population. 

### Mesure de l'évoluabilité
Plus la variabilité génétique d'une population est grande, plus son potentiel à évoluer (et donc son évoluabilité) est grand. La notion d'évoluabilité est donc intimement liée à la variance génétique des traits dans la population. Pour un trait phénotypique x donné, on peut mesurer l'évoluabilité grâce à la variance génétique additive {\displaystyle Vax} qui est une partie de la variance phénotypique {\displaystyle Vpx} . Cette variance génétique additive prend en compte les effets additifs de tous les allèles, et constitue donc la composante héréditaire.
{\displaystyle Vpx=Vax+Vex}
Avec {\displaystyle Vex} la variabilité liée à l'environnement

## Les causes de l'évoluabilité
L’évoluabilité d’une population est liée à sa variabilité génétique. Ainsi, les mutations génétiques constituent le moteur de l'évolution et leurs taux déterminent fondamentalement l'évoluabilité d'un système. Nous pouvons toutefois mentionner une cause ultime de l'évoluabilité : la sélection naturelle. En effet, l'évoluabilité est permise car elle a été maintenue par la sélection naturelle au cours de l'évolution des espèces.

### Mutations et recombinaisons génétiques
Il existe plusieurs types de mutations génétiques, dont les substitutions de bases (remplacement d'un nucléotide par un autre au sein de la séquence d'ADN), les recombinaisons (échange d'information génétique), les transpositions (déplacement autonome dans le génome d'une séquence d'ADN, appelée transposon) et enfin les transferts de gènes horizontaux (mécanisme d'échange génétique entre deux organismes différents).
L'efficacité de ces mutations en termes d'évoluabilité n'est pas la même. En effet, alors que les substitutions créent de nouveaux allèles, les recombinaisons produisent de nouvelles combinaisons d'allèles préexistants. Dans certaines conditions, la recombinaison peut augmenter l’adaptabilité en générant des combinaisons optimales de mutations bénéfiques. Elle permet de réaliser un brassage génétique, permettant de se débarrasser des mutations délétères ou encore de créer des combinaisons génétiques avantageuses. De plus, en combinant des mutations bénéfiques de génotypes séparés dans un seul et unique génotype, ceci peut augmenter le bénéfice de ces mutations et donc la valeur sélective de cette combinaison. En favorisant la variabilité génétique, la recombinaison est donc un moteur de l'évoluabilité.

### Mécanismes influençant l'évoluabilité
Il existe plusieurs mécanismes influençant l'évoluabilité : la variation de la fréquence de mutations, la robustesse, une faible interdépendance entre processus mais également la compartimentation, la neutralité, la redondance, la flexibilité et la dégénérescence. 
D’après Colegrave et Collins , il existe de nombreuses caractéristiques pouvant influencer l’évoluabilité, classées en trois catégories : la variation dans la fréquence de mutations, les recombinaisons et le weak linkage entre traits. Ce sont ces trois mécanismes que nous décriront par la suite.

#### Variation dans la fréquence de mutations
L'augmentation de la fréquence de mutation d'un organisme pourrait être bénéfique pour ce dernier et augmenterait son évoluabilité. Ainsi, les mécanismes qui sont susceptibles d'augmenter la fréquence de mutations avantageuses pour l'organisme sont favorables à l'évoluabilité. Un exemple de ce type de mécanisme, présent chez les micro-organismes, comme les bactéries, est le phénotype 'mutateur' permis par des gènes 'mutateur', qui permet une augmentation de la fréquence de mutations via une diminution de l'activité de relecture de l'ADN. Ce phénotype augmenterait l'évoluabilité en créant des descendants à plus haute variabilité génétique. Un autre exemple est présent chez les bactéries Escherichia coli, qui, lorsqu'elles sont en condition de sous-alimentation, vont voir leur taux de mutations augmenter. Ainsi, cela leur permet de survivre dans certaines conditions défavorables, du fait de l'augmentation de mutations bénéfiques, qui augmentent leur capacité d'adaptation.
Ce mécanisme est plus efficace chez les populations à faibles effectifs. En effet, l'évoluabilité chez les populations à grands effectifs n'est pas limitée par les taux de mutations, mais par l'efficacité de la sélection naturelle.

#### Échanges génétiques[8]
Il est important de distinguer les populations asexuées des populations sexuées. En effet, chez les populations asexuées, du fait de l'interférence clonale, les mutations bénéfiques, apparaissant dans différentes lignées, ne pourront pas être fixées dans un même organisme. Cela est expliqué par le fait que chez ces organismes à reproduction asexuée, il n'existe pas d'échanges génétiques, et donc les deux mutations apparues simultanément ne pourront être sélectionnées ensemble. Ainsi, pour certains scientifiques, au vu de la distribution des organismes asexués dans l'arbre du vivant, les lignées asexuées ont de courtes durées de vie évolutives, à cause de leur manque d'évoluabilité.
La reproduction sexuée permet, quant à elle, à différentes mutations bénéfiques présentes chez différents individus de se retrouver chez un seul individu grâce aux différents mécanismes présents au cours de la méiose et de la fusion des deux gamètes. Ainsi, la reproduction sexuée permet une plus grande variabilité des descendants, et augmente la capacité des organismes à évoluer, par le biais des échanges génétiques. Une des fonctions de la reproduction sexuée serait alors d'augmenter l'évoluabilité des populations. 

#### Faible interdépendance entre traits ou Weak Linkage
Une liaison génétique entre deux ou plusieurs traits influence l’évoluabilité, puisque toute mutation touchant un des traits influencera aussi les autres. Ce lien entre traits est caractérisé par la covariance génétique, qui est prise en compte dans la matrice G, ou matrice des variances-covariances additives génétiques.

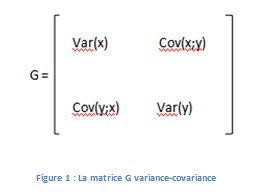
Matrice G ou matrice des variances-covariances génétiques

Cette matrice décrit la manière dont les traits sont génétiquement liés les uns aux autres, déterminant ainsi la réponse de la population à la sélection naturelle. 
En effet, si la covariance génétique entre les deux traits x et y (Cov(y,x)) est positive dans une population, alors, dans le cas où la sélection favorisera le trait x, le trait y sera lui aussi favorisé. À l'inverse, si la covariance génétique entre x et y est négative, toute sélection qui favorisera l'augmentation de x induira la diminution de y dans la population. 
Dans le cas où la covariance entre deux traits tend à être nulle, on parlera alors de weak linkage. Puisqu'il y a faible interdépendance entre traits, toute mutation sur un trait n'affectera pas ou peu l'autre trait. Cette interdépendance confère donc un avantage évolutif à la population portant ce trait, via le maintien de la mutation, dans le cas où cette dernière est bénéfique. Un faible lien favorise donc l'évoluabilité en diminuant le coût de création de variation génétique.

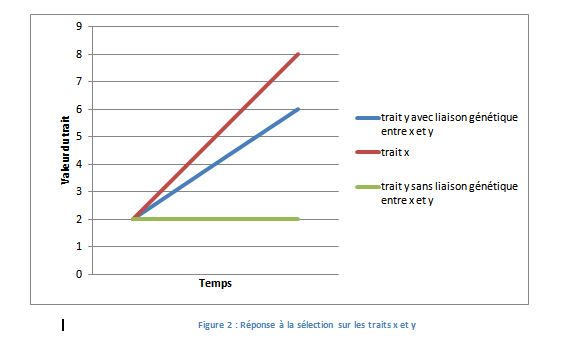
Réponse des traits x et y à la sélection

Ce graphique illustre l'évolution de la valeur de deux traits, x et y, selon qu'ils ont une covariance génétique positive (courbe bleue) ou nulle (courbes rouge et verte).

## L’évolution de l'évoluabilité
Selon certains auteurs, l’évoluabilité est un trait qui peut être soumis à la sélection naturelle. David Earl et Michael Deem, par exemple, proposent que les taux de mutations génétiques, qui définissent l’évoluabilité, ne sont pas fixés et sont sélectionnables. Autrement dit, les mécanismes qui définissent les taux de changements génétiques sont encodés dans le génotype et sont ainsi soumis à la sélection (cf phénotype 'mutateur' évoqué plus haut).
Ils montrent en effet que la diversité génétique d’un trait, qui définit son évoluabilité, augmente de façon constante avec la sévérité et la fréquence des changements environnementaux. L’évoluabilité est donc sélectionnée quand un système est sujet à des changements constants et aléatoires de son environnement : les populations qui sont sujettes à des changements environnementaux importants sélectionnent pour une plus grande évoluabilité. À l’inverse, des populations vivant dans des environnements stables présentent une évoluabilité faible. Des changements environnementaux constants (saisons, balancement des marées, hôte dont les défenses évoluent, etc.) peuvent favoriser une population dont la variabilité augmente tout simplement car celle-ci est plus apte à s'adapter.
Les forces de sélection ont mené à l’évolution et au maintien de mouvements génétiques de grande ampleur comme le réarrangement, la délétion, le transfert et la transposition du matériel génétique, dans la mesure où ils mènent à de meilleures évolutions que les substitutions ou les recombinaisons seules. Ces mouvements génétiques de grande ampleur sont cruciaux pour les dynamiques évolutives et augmentent l’évoluabilité. Ils ont tendance à être défavorables uniquement lorsque les changements environnementaux sont très faibles ou inexistants. Dans ces cas-là, des mouvements génétiques de plus petite ampleur (substitution par exemple) sont suffisants pour provoquer de petites mutations nécessaires à l’adaptation des individus aux changements environnementaux. Par ailleurs, dans ces cas-là, le nombre de mutations tend vers zéro car elles ont tendance à être délétères lorsqu’il n’y a pas de fluctuations environnementales.
Il faut noter que la sélection ne sélectionne pas forcément le système optimal : un système optimal pour un environnement donné tend à avoir une évoluabilité faible et tend à être contre-sélectionné lors de changements environnementaux.
Selon Earl et Deem, ce n’est donc pas une simple coïncidence si des espèces très évolvables sont plutôt présentes dans des environnements changeant rapidement, ou si une crise environnementale peut déclencher une augmentation du taux d’évolution d’une espèce.

## Les conséquences de l'évoluabilité
La capacité d'un organisme à évoluer en réponse à la sélection naturelle et sa capacité à générer de la variabilité phénotypique héritable et sélectionnable peuvent avoir plusieurs conséquences et sont à l'origine des processus d'adaptation.
L'évoluabilité permet notamment de réduire le nombre de mutations nécessaires à l'apparition de nouveaux traits phénotypiques. L'évoluabilité serait ainsi favorable à la survie d'une population lorsque des changements rapides de conditions environnementales apparaissent, en permettant une augmentation de la capacité à évoluer en réponse à la sélection naturelle. Ainsi, une évoluabilité plus élevée d’un clade aurait apporté un avantage pour la survie de ce dernier lorsque de fortes variabilités sont apparues. De ce fait, l’évoluabilité aurait permis à différents clades de coloniser de nouvelles niches écologiques ou des niches libérées par exemple par les crises biologiques.
Le rôle de l'évoluabilité est important dans l'étude de la résistance des bactéries aux antibiotiques. Les souches bactériennes possédant une évoluabilité plus élevée (notamment celles qui possèdent par exemple le phénotype mutateur) ont plus de chance de développer une résistance aux antibiotiques que des compétiteurs moins évolvables.
Par ailleurs, une forte évoluabilité permet une évolution rapide des stratégies d'attaque des parasites et des stratégies de défense des hôtes dans le cadre des interactions hôte/parasites. En effet, une évoluabilité plus élevée chez l'hôte permet d'augmenter la probabilité qu'il développe un mécanisme de résistance face au parasite notamment à travers les réponses immunitaires et augmente donc sa capacité à s’adapter face aux pressions exercées par ce dernier. L'évoluabilité permet notamment une optimisation de l'efficacité des mutations. Il apparaît par exemple que les immunoglobulines ont évolué de façon que les taux de mutations dans les régions complémentaires déterminantes, c’est-à-dire là où les mutations ont le plus de probabilité de générer des variants utiles, soient plus élevés que dans des régions de structure. 
Dans le cas du parasite, un parasite plus évolvable a plus de chance de développer des mécanismes lui permettant de détourner les défenses de l'hôte. Concernant le virus de la grippe par exemple, il semble que des recombinaisons génétiques soient à l’origine de nouvelles souches dont certaines peuvent être plus virulentes . La recombinaison virale est à l'origine de l'apparition de ces nouvelles souches et augmente donc leur évoluabilité en leur permettant d'avoir une plus grande capacité à éviter les mécanismes de défense de l'hôte. C'est le cas du virus de la grippe qui évolue très rapidement grâce notamment à une grande évoluabilité qui lui permet de créer de nouvelles souches virulentes très rapidement.
De la même manière, l'évoluabilité a probablement un rôle important dans l'apparition rapide de résistances de certains insectes ou champignons aux insecticides et fongicides utilisés notamment en agriculture. En effet, un insecte possédant un génotype plus évolvable a plus de chance de générer un mécanisme de résistance face à l’insecticide qu'un insecte possédant un génotype moins évolvable. En plus, l'utilisation répétée de cet insecticide a pour conséquence l'augmentation du nombre d'insectes résistants dans la population.
Il est donc important de comprendre le rôle de l'évoluabilité et son fonctionnement notamment car elle intervient dans la résistance des bactéries aux antibiotiques et dans la résistance des insectes et des champignons aux pesticides. L'étude de l'évoluabilité est nécessaire à la compréhension de l’évolution des résistances aux médicaments par les pathogènes et aux pesticides par les insectes et les champignons et donc pour le développement de médicaments et des pesticides dans le domaine agricole.